# Philodina rugosa
Philodina rugosa är en hjuldjursart som beskrevs av David Bryce 1903. Philodina rugosa ingår i släktet Philodina och familjen Philodinidae.

## Underarter
Arten delas in i följande underarter:
- P. r. callosa
- P. r. coriacea
- P. r. rugosa